# 法利萨·马利亚斯
莫哈末·法利萨·本·马利亚斯(1986年7月29日—)是一名马来西亚职业足球运动员，现效力于马来西亚足球超级联赛的柔佛DT足球俱乐部。同时也代表马来西亚国家足球队，司职门将。